# Mesomys stimulax
Mesomys stimulax är en däggdjursart som beskrevs av Thomas 1911. Mesomys stimulax ingår i släktet Mesomys och familjen lansråttor. IUCN kategoriserar arten globalt som livskraftig. Inga underarter finns listade i Catalogue of Life.
Arten förekommer i Brasilien vid Amazonflodens mynning söder om Amazonfloden. Den lever i låglandet och i kulliga områden upp till 300 meter över havet. Mesomys stimulax vistas i skogar men inte i mangrove.
Med en kroppslängd (huvud och bål) av 154 till 196 mm är arten en av de mindre i sitt släkte. Den har ljusbrun päls på ovansidan och ännu ljusare brun päls på buken med en rosa skugga. På strupen, bröstet och fötterna är pälsen nästan vit. Vid svansens slut finns en tofs.
Arten klättrar ofta i träd och den har hittats 4 till 10 meter över marken.